# Chudoba (gmina Byczyna)
Chudoba (niem. Eichborn) – wieś w Polsce położona w województwie opolskim, w powiecie kluczborskim, w gminie Byczyna.
Założona jako folwark majątku w Dobiercicach.
W latach 1975–1998 miejscowość administracyjnie należała do ówczesnego województwa opolskiego.